# Sunrise Tennis Championship 2009
Il Sunrise Tennis Championship 2009, noto come BMW Tennis Championship per ragioni di sponsorizzazione, è stato un torneo professionistico di tennis maschile giocato sul cemento, che faceva parte dell'ATP Challenger Tour 2009. Si è giocato a Sunrise (Florida) negli USA dal 16 al 22 marzo 2009.

## Partecipanti

### Teste di serie
| Nazionalità | Giocatore        | Ranking* | Testa di serie |
| ----------- | ---------------- | -------- | -------------- |
| Rep. Ceca   | Tomáš Berdych    | 22       | 1              |
| Germania    | Rainer Schüttler | 30       | 2              |
| Spagna      | Feliciano López  | 34       | 3              |
| Russia      | Igor' Kunicyn    | 38       | 4              |
| Italia      | Simone Bolelli   | 40       | 5              |
| Argentina   | José Acasuso     | 42       | 6              |
| Serbia      | Janko Tipsarević | 46       | 7              |
| Francia     | Florent Serra    | 50       | 8              |

- Ranking al 9 marzo 2009.

### Altri partecipanti
Giocatori che hanno ricevuto una wild card:
- Tomáš Berdych
- Thomas Johansson
- Stefan Koubek
- Wayne Odesnik

Giocatori passati dalle qualificazioni:
- Denis Gremelmayr
- Evgenij Korolëv
- Björn Phau
- Robin Söderling

## Campioni

### Singolare
Robin Söderling ha battuto in finale  Tomáš Berdych, 6–1, 6–1

### Doppio
Eric Butorac /  Bobby Reynolds hanno battuto in finale  Jeff Coetzee /  Jordan Kerr, 5–7, 6–4, 10–4